# Стрелков, Эдуард Александрович
Эдуард Александрович Стрелков (род. 1 октября 1994 года, Омск, Россия) — российский шорт-трекист.

## Карьера
Чемпион России (2014—1000 м, эстафета 5000 м). Серебряный (2014—1500 м; 2011 — эстафета 5000 м) и бронзовый (2012—500 м; 2013 — эстафета 5000 м) призёр чемпионатов России.
Серебряный (2015) и бронзовый (2013) призёр Всемирных Универсиад в эстафете на 5000 м.
Студент Московского государственного областного социально-гуманитарного института (Коломна).